# Краткий курс истории ВКП(б)

Обложка издания 1946 года

«История ВКП(б). Краткий курс» — учебник по официальной истории Всесоюзной коммунистической партии (большевиков), опубликованный в 1938 году. Составлен при личном участии секретаря ЦК ВКП(б) И. В. Сталина.
В том же году специальным постановлением ЦК ВКП(б) от 14 ноября «Краткий курс истории ВКП(б)» и его глава «О диалектическом и историческом материализме» были объявлены «энциклопедией философских знаний в области марксизма-ленинизма», где дано «официальное, проверенное ЦК ВКП(б) толкование основных вопросов истории ВКП(б) и марксизма-ленинизма, не допускающее никаких произвольных толкований». «Краткий курс» активно внедрялся пропагандой в СССР и подлежал обязательному изучению на занятиях по истории партии, сыграв важную роль в популяризации официальной сталинской версии идеологии и истории.

## Публикация
Авторами текста были Е. М. Ярославский и П. Н. Поспелов, которые использовали как основу «Краткий курс истории СССР», вышедший осенью 1937 года под редакцией А. В. Шестакова.
Текст был впервые опубликован в газете «Правда» в десяти (с 9 по 19) номерах в сентябре 1938 года. В день публикации первой главы учебника в передовой статье «Правда» рекомендовала его «мощным идейным оружием, подлинно научной историей ВКП(б)». Затем текст будущей книги был напечатан в журнале «Большевик», и в конце 1938 года «Краткий курс» был издан в виде книги тиражом в 1 млн экземпляров.
С 1938 по 1956 год «Краткий курс» переиздавался 301 раз, в общем количестве 42,81 млн экземпляров на русском языке. Также книга издавалась на 67 других языках, и общий тираж составил более 60 млн экземпляров.
При переизданиях, версия истории представленная в тексте «Краткого курса», менялась, следуя за изменениями в партийной верхушке. В частности, упоминавшиеся в первых изданиях имена Н. И. Ежова и Ф. И. Голощёкина (которые были представлены как «заслуженные деятели, занимавшиеся политическим просвещением Красной армии») были удалены, после того как оба они были арестованы в 1939 году. В издании 1945 года в цитату из речи Сталина в 1935 году было вставлено отсутствовавшее в первом издании имя стахановца И. К. Пронина.
Сталин и его окружение были представлены подлинными марксистами-ленинцами, организаторами всех побед и свершений партии и государства, а партийные деятели, репрессированные и в большинстве расстрелянные к концу 1930-х годов (Бухарин, Каменев, Зиновьев, Рыков) — изначальными врагами марксизма, советского государства и вражескими агентами. Троцкий и Плеханов описываются как меньшевики, которые якобы всегда «стояли против Ленина и против большевистской партии», несмотря на тот факт, что Троцкий входил в руководство большевиков до 1926 года.

## Влияние
Изложенная в «Кратком курсе» концепция исторического развития России и партии большевиков оказала глубинное влияние на советское общество. Этот популярный учебник не только определял с конца 1930-х до середины 1950-х годов содержание преподавания и изучение истории ВКП(б), но и оказывал прямое воздействие в целом на историческую науку и историческую пропаганду в СССР в то время, поскольку его концепция, созданная под руководством И. В. Сталина, вышла далеко за рамки собственно истории партии и стала эталоном при освещении отечественной истории XIX—XX веков.
В основу гражданской истории России легла концепция истории партии. Устанавливалась чёткая периодизация, основные элементы которой были затем воспроизведены во всех советских изданиях 1960—1980-х годов:
- время вызревания предпосылок Октябрьской социалистической революции;
- подготовка и проведение Октябрьской революции;
- период иностранной интервенции и Гражданской войны (1918—1920);
- восстановление народного хозяйства (1921—1925) и далее.

По мнению проф. Л. Н. Мазур: «„Новой Библией“ для пропагандистов стал выпущенный в сентябре 1938 г. „Краткий курс истории ВКП(б)“, он положил начало цитатничеству как основному методу пропаганды и агитации, ориентированному на „заучивание“ провозглашенных истин».

## Пропагандистское внедрение
Воздействию «Краткого курса» способствовала крупномасштабная кампания по пропаганде идей этого издания, его внедрения в сознание населения через среднюю и высшую школу.
14 ноября 1938 года Центральный Комитет ВКП(б) принял постановление «О постановке партийной пропаганды в связи с выпуском „Краткого курса истории ВКП(б)“», которое обосновывало издание учебника необходимостью «дать партии… руководство, представляющее официальное, проверенное ЦК ВКП(б) толкование основных вопросов истории ВКП(б) и марксизма-ленинизма, не допускающее никаких произвольных толкований». Постановление официально положило «Краткий курс» в основу пропаганды марксизма-ленинизма и установило обязательное изучение «Краткого курса» в вузах.
В декабре 1949 года во время проведения сессии Общего собрания Академии Наук СССР, приуроченной к 70-летию со дня рождения Сталина, в Московском Доме учёных прошла выставка, где среди прочих сталинских публикаций был выставлен «Краткий курс истории ВКП(б)», который был определён в отчёте, как «замечательное произведение И. В. Сталина, энциклопедия марксизма-ленинизма».
При Сталине «Краткий курс» восхвалялся советскими учёными разных специальностей как «сокровищница марксистско-ленинской науки, острейшее оружие овладения большевизмом» (Г. К. Костомаров), воплощение «объёма, сложности и дальновидности ленинско-сталинской науки о развитии человеческого общества» (С. И. Вавилов) , «высочайший образец строго научного и страстно партийного исторического исследования» (Б. Д. Греков).
После XX съезда КПСС «Краткий курс» перестал переиздаваться (как отмечает Ю. В. Емельянов, в своем докладе на закрытом заседании того съезда Н. С. Хрущев подверг резкой критике содержание книги). В 1966 году Л. И. Брежнев призывал к созданию «настоящего марксистского учебника по истории нашей партии», при этом напоминая о «Кратком курсе», который «был настольной книгой не только каждого коммуниста, но и каждого трудящегося в нашей стране… несмотря на ошибки, которые были в этом „Кратком курсе“… была проведена большая работа не только по его созданию, но и по его пропаганде. Целое поколение людей воспитывалось на этом учебнике».

## Участие Сталина
Прямо имя Сталина на обложке «Краткого курса» не было указано, но при его жизни постоянно упоминалась его большая роль в создании текста: «Товарищ Сталин — инициатор и главный создатель „Краткого курса истории ВКП(б)“ — классического произведения марксизма-ленинизма» (акад. О. Ю. Шмидт); «Историки должны ещё внимательнее и глубже изучать „Краткий курс истории ВКП(б)“, особенно замечательную главу о „диалектическом и историческом материализме“, написанную товарищем Сталиным».
Современный исследователь указывает, что «Сталин внес свой вклад в основном как философ: он написал черновик главы по диалектическому материализму… другие, более „исторические“ главы были им значительно исправлены».

Краткий курс истории представляет собой совершенно другой тип истории партии. Собственно, история партии тут взята как иллюстрационный материал для изложения в связном виде основных идей марксизма-ленинизма. Исторический материал служит служебным материалом. Правильнее было бы сказать, что это есть краткое изложение истории, демонстрированное фактами, причем не фактами выдуманными, а историческими, которые должны быть всем известны. Это и есть курс истории партии. Это курс истории не обычный. Это курс истории с уклоном в сторону теоретических вопросов, в сторону изучения законов исторического развития…
… Самое серьезное зло, которое у нас за последнее время вскрылось, это то, что наши кадры оказались недостаточно подкованными. Если кадры решают все, а это кадры, которые работают интеллектом, это кадры, которые управляют страной, и если эти кадры оказались политически слабо подкованными, это значит, что государству угрожает опасность. Возьмите вы бухаринцев. Их верхушка — это прожженные фракционеры, они, потеряв почву в народе, стали опираться на сотрудничество с иностранными разведками. Но кроме главарей — Бухарина и других — были и у них массы, и не все они являлись шпионами и разведчиками. Надо полагать, что тысяч десять-пятнадцать-двадцать, а то и больше людей было у Бухарина. Надо полагать, что столько же, а может быть, и больше было людей у троцкизма. Что же, все они шпионами были? Конечно, нет. Что же с ними случилось? Это были кадры, которые не переварили крутого поворота в сторону колхозов, не смогли осмыслить этого поворота, потому что политически были не подкованы, не знали законов развития общества, законов экономического развития, законов политического развития. Я говорю о тех рядовых и средних троцкистах и бухаринцах, которые у нас занимали довольно серьезные посты — кто был секретарем обкома, кто был наркомом, кто заместителем наркома. Как объяснить, что некоторые из них стали шпионами и разведчиками? Ведь среди них были наши люди, которые перешли затем к ним. Почему? Оказались политически неподкованными, оказались теоретически необразованными, оказались людьми, которые не знают законов политического развития, и поэтому им не удалось переварить того крутого поворота, который называется поворотом в сторону колхозов. Это был невиданный эксперимент, имеющий исключительно большое значение…
… Это начинается с издания Краткого курса истории. Это книга, которая демонстрирует основные идеи марксизма-ленинизма на исторических фактах. Именно потому, что она демонстрирует их на исторических фактах, она будет убедительна для наших кадров, работающих интеллектом, для людей рассуждающих, которые слепо за нами не пойдут. Это дело мы прозевали, нам необходимо теперь его восполнить.
— Сталин И.В. Выступление на заседании Политбюро ЦК ВКП(б) по вопросам партийной пропаганды в связи с выходом «Краткого курса истории ВКП(б)» 10 октября 1938 года
Планировалось включить «Краткий курс» в полное собрание сочинений Сталина в качестве 15 тома, однако его смерть прервала выпуск собрания. В двух альтернативных изданиях последних томов полного собрания (Стэнфорд, 1965 и Россия, 2007—2010) «Краткий курс» не включался.
Вадим Стакло[прояснить] писал: «Сталин лично координировал и редактировал „Краткий курс истории ВКП(б)“. Существует несколько черновиков „Краткого курса“, буквально исчерканных вождем. Он очень четко знал, чего добивался, максимально упрощая текст и придавая ему доходчивость».

## Содержание
- Введение
- Глава I. Борьба за создание социал-демократической рабочей партии в России (1883—1901 годы)
  1. Отмена крепостного права и развитие промышленного капитализма в России. Появление современного промышленного пролетариата. Первые шаги рабочего движения.
  2. Народничество и марксизм в России. Плеханов и его группа «Освобождение труда». Борьба Плеханова с народничеством. Распространение марксизма в России.
  3. Начало революционной деятельности Ленина. Петербургский «Союз борьбы за освобождение рабочего класса».
  4. Борьба Ленина против народничества и «легального марксизма». Ленинская идея союза рабочего класса и крестьянства. I съезд Российской социал-демократической рабочей партии.
  5. Борьба Ленина с «экономизмом». Появление ленинской газеты «Искра».
- Краткие выводы.
- Глава II. Образование Российской социал-демократической рабочей партии. Появление внутри партии фракций большевиков и меньшевиков (1901—1904 годы)
  1. Подъём революционного движения в России в 1901—1904 годах.
  2. Ленинский план построения марксистской партии. Оппортунизм «экономистов». Борьба «Искры» за ленинский план. Книга Ленина «Что делать?». Идеологические основы марксистской партии.
  3. II съезд Российской социал-демократической рабочей партии. Принятие программы и устава и создание единой партии. Разногласия на съезде и появление двух течений в партии: большевистского и меньшевистского.
  4. Раскольнические действия меньшевистских лидеров и обострение борьбы внутри партии после II съезда. Оппортунизм меньшевиков. Книга Ленина «Шаг вперед, два шага назад». Организационные основы марксистской партии.
- Краткие выводы.
- Глава III. Меньшевики и большевики в период русско-японской войны и первой русской революции (1904—1907 годы)
  1. Русско-японская война. Дальнейший подъём революционного движения в России. Забастовки в Петербурге. Демонстрация рабочих у Зимнего дворца 9 января 1905 года. Расстрел демонстрации. Начало революции.
  2. Политические стачки и демонстрации рабочих. Нарастание революционного движения крестьян. Восстание на броненосце «Потёмкин».
  3. Тактические разногласия между большевиками и меньшевиками. III съезд партии. Книга Ленина «Две тактики социал-демократии в демократической революции». Тактические основы марксистской партии.
  4. Дальнейший подъём революции. Всероссийская политическая стачка в октябре 1905 года. Отступление царизма. Царский манифест. Появление Советов рабочих депутатов.
  5. Декабрьское вооружённое восстание. Поражение восстания. Отступление революции. Первая Государственная дума. IV (Объединительный) съезд партии.
  6. Разгон I Государственной думы. Созыв II Государственной думы. V съезд партии. Разгон II Государственной думы. Причины поражения первой русской революции.
- Краткие выводы.
- Глава IV. Меньшевики и большевики в период столыпинской реакции. Оформление большевиков в самостоятельную марксистскую партию (1908—1912 годы)
  1. Столыпинская реакция. Разложение в оппозиционных слоях интеллигенции. Упадочничество. Переход части партийной интеллигенции в лагерь врагов марксизма и попытки ревизии теории марксизма. Отповедь Ленина ревизионистам в его книге «Материализм и эмпириокритицизм» и защита теоретических основ марксистской партии.
  2. О диалектическом и историческом материализме.
  3. Большевики и меньшевики в годы столыпинской реакции. Борьба большевиков против ликвидаторов и отзовистов.
  4. Борьба большевиков против троцкизма. Августовский антипартийный блок.
  5. Пражская партийная конференция в 1912 г. Оформление большевиков в самостоятельную марксистскую партию.
- Краткие выводы.
- Глава V. Партия большевиков в годы подъёма рабочего движения перед первой империалистической войной (1912—1914 годы)
  1. Подъём революционного движения в 1912—1914 годах.
  2. Большевистская газета «Правда». Большевистская фракция в IV Государственной думе.
  3. Победа большевиков в легальных организациях. Дальнейший рост революционного движения. Канун империалистической войны.
- Краткие выводы.
- Глава VI. Партия большевиков в период империалистической войны. Вторая революция в России (1914 г. — март 1917 г.)
  1. Возникновение и причины империалистической войны.
  2. Переход партий II Интернационала на сторону своих империалистических правительств. Распадение II Интернационала на отдельные социал-шовинистические партии.
  3. Теория и тактика большевистской партии по вопросам войны, мира и революции.
  4. Поражение царских войск на фронте. Хозяйственная разруха. Кризис царизма.
  5. Февральская революция. Падение царизма. Образование Советов рабочих и солдатских депутатов. Образование Временного правительства. Двоевластие.
- Краткие выводы.
- Глава VII. Партия большевиков в период подготовки и проведения Октябрьской социалистической революции (апрель 1917 г. — 1918 г.)
  1. Обстановка в стране после февральской революции. Выход партий из подполья и переход к открытой политической работе. Приезд Ленина в Петроград. Апрельские тезисы Ленина. Установка партии на переход к социалистической революции.
  2. Начало кризиса Временного правительства. Апрельская конференция большевистской партии.
  3. Успехи большевистской партии в столице. Неудачное наступление войск Временного правительства на фронте. Подавление июльской демонстрации рабочих и солдат.
  4. Курс партии большевиков на подготовку вооружённого восстания. VI съезд партии.
  5. Заговор генерала Корнилова против революции. Разгром заговора. Переход Советов в Петрограде и Москве на сторону большевиков.
  6. Октябрьское восстание в Петрограде и арест Временного правительства. II Съезд Советов и образование Советского правительства. Декреты II съезда Советов о мире, о земле. Победа социалистической революции. Причины победы социалистической революции.
  7. Борьба большевистской партии за упрочение Советской власти. Брестский мир. VII съезд партии.
  8. Ленинский план приступа к социалистическому строительству. Комбеды и обуздание кулачества. Мятеж «левых» эсеров и его подавление. V съезд Советов и принятие Конституции РСФСР.
- Краткие выводы.
- Глава VIII. Партия большевиков в период иностранной военной интервенции и гражданской войны (1918—1920 годы)
  1. Начало иностранной военной интервенции. Первый период гражданской войны.
  2. Военное поражение Германии. Революция в Германии. Образование III Интернационала. VIII съезд партии.
  3. Усиление интервенции. Блокада Советской страны. Поход Колчака и его разгром. Поход Деникина и его разгром. Трёхмесячная передышка. IX съезд партии.
  4. Нападение польских панов на Советскую страну. Вылазка генерала Врангеля. Провал польского плана. Разгром Врангеля. Конец интервенции.
  5. Как и почему победила Советская страна соединенные силы англо-франко-японо-польской интервенции и буржуазно-помещичье-белогвардейской контрреволюции в России?
- Краткие выводы.
- Глава IX. Партия большевиков в период перехода на мирную работу по восстановлению народного хозяйства (1921—1925 годы)
  1. Советская страна после ликвидации интервенции и гражданской войны. Трудности восстановительного периода.
  2. Дискуссия в партии о профсоюзах. Х съезд партии. Поражение оппозиции. Переход к новой экономической политике (нэп).
  3. Первые итоги нэпа. XI съезд партии. Образование Союза ССР. Болезнь Ленина. Кооперативный план Ленина. XII съезд партии.
  4. Борьба с трудностями восстановления народного хозяйства. Усиление активности троцкистов в связи с болезнью Ленина. Новая дискуссия в партии. Поражение троцкистов. Смерть Ленина. Ленинский призыв. XIII съезд партии.
  5. Советский Союз к концу восстановительного периода. Вопрос о социалистическом строительстве и победе социализма в нашей стране. «Новая оппозиция» Зиновьева-Каменева. XIV съезд партии. Курс на социалистическую индустриализацию страны.
- Краткие выводы.
- Глава X. Партия большевиков в борьбе за социалистическую индустриализацию страны (1926—1929 годы)
  1. Трудности в период социалистической индустриализации и борьба с ними. Образование троцкистско-зиновьевского антипартийного блока. Антисоветские выступления блока. Поражение блока.
  2. Успехи социалистической индустриализации. Отставание сельского хозяйства. XV съезд партии. Курс на коллективизацию сельского хозяйства. Разгром троцкистско-зиновьевского блока. Политическое двурушничество.
  3. Наступление против кулачества. Бухаринско-рыковская антипартийная группа. Принятие первой пятилетки. Социалистическое соревнование. Начало массового колхозного движения.
- Краткие выводы.
- Глава XI. Партия большевиков в борьбе за коллективизацию сельского хозяйства (1930—1934 годы)
  1. Международная обстановка в 1930—1934 годах. Экономический кризис в капиталистических странах. Захват Японией Маньчжурии. Приход фашистов к власти в Германии. Два очага войны.
  2. От политики ограничения кулацких элементов к политике ликвидации кулачества, как класса. Борьба с искривлениями политики партии в колхозном движении. Наступление против капиталистических элементов по всему фронту. XVI съезд партии.
  3. Установка на реконструкцию всех отраслей народного хозяйства. Роль техники. Дальнейший рост колхозного движения. Политотделы при машинно-тракторных станциях. Итоги выполнения пятилетки за четыре года. Победа социализма по всему фронту. XVII съезд партии.
  4. Перерождение бухаринцев в политических двурушников. Перерождение троцкистских двурушников в белогвардейскую банду убийц и шпионов. Злодейское убийство С. М. Кирова. Мероприятия партии по усилению бдительности большевиков.
- Краткие выводы.
- Глава XII. Партия большевиков в борьбе за завершение строительства социалистического общества и проведение новой Конституции (1935—1937 годы)
  1. Международная обстановка в 1935—1937 годах. Временное смягчение экономического кризиса. Начало нового экономического кризиса. Захват Италией Абиссинии. Немецко-итальянская интервенция в Испании. Вторжение Японии в Центральный Китай. Начало второй империалистической войны.
  2. Дальнейший подъём промышленности и сельского хозяйства в СССР. Досрочное выполнение второй пятилетки. Реконструкция сельского хозяйства и завершение коллективизации. Значение кадров. Стахановское движение. Подъём народного благосостояния. Подъём народной культуры. Сила советской революции.
  3. VIII съезд Советов. Принятие новой Конституции СССР.
  4. Ликвидация остатков бухаринско-троцкистских шпионов, вредителей, изменников родины. Подготовка к выборам в Верховный Совет СССР. Курс партии на развернутую внутрипартийную демократию. Выборы в Верховный Совет СССР.
- Заключение

## Роль в формировании официальной советской историографии
Как отмечала российский антиковед В. Д. Неронова, после того как сформулированная академиком В. В. Струве принадлежность древнего мира к рабовладельческой формации была зафиксирована в Кратком курсе истории ВКП(б), альтернативные мнения (С. И. Ковалёв и В. И. Авдиев; Н. М. Никольский; А. И. Тюменев, И. С. Лурье) в советской исторической науке постепенно исчезали со страниц научной печати.
По словам кандидата исторических наук Н. В. Черновой, в освещении гражданской войны Краткий курс стал «кульминацией развития сталинской полководческой мифологемы», «где чётко были ранжированы герои и враги, очерчены основные фронты и подчеркнуты стратегические таланты Сталина, а имена подлинных военачальников отсутствовали».